# Kodur
Kodur es una ciudad censal situada en el distrito de Malappuram en el estado de Kerala (India). Su población es de 45459habitantes (2011). Se encuentra a 3 km de Malappuram y a 41 km de Kozhikode.

## Demografía
Según el censo de 2011 la población de Kodur era de 45459 habitantes, de los cuales 21627 eran hombres y 23832 eran mujeres. Kodur tiene una tasa media de alfabetización del 96,36%, superior a la media estatal del 94%. la alfabetización masculina es del 97,68%, y la alfabetización femenina del 95,20%.